# Éclaireuses et Éclaireurs Unionistes de France
Die Éclaireuses et Éclaireurs Unionistes de France (EEUdF) (deutsch CVJM-Pfadfinderinnen und Pfadfinder Frankreichs) sind ein protestantischer Pfadfinderverband in Frankreich. Er ist Mitglied der Fédération du Scoutisme Français. Die EEUdF sind Mitglied im Französischen Evangelischen Kirchenbund und dem Council of Protestants in Guiding and Scouting. In der EEUdF sind heute über 6000 Pfadfinderinnen und Pfadfinder aktiv.

## Geschichte
Wie die evangelischen Pfadfinder in Deutschland, entstanden auch die ersten selbständigen Pfadfindergruppen in Frankreich aus dem CVJM, den „Unions Chrétiennes de Jeunes Gens“ und der weiblichen Entsprechung „Unions Chrétiennes des Jeunes Filles“. Zwischen 1910 und 1912 bildeten sich selbständige Pfadfindergruppen.
Der Verband Éclaireurs Unionistes de France wurde 1912 gegründet und war 1921 an der Gründung des Dachverbandes Fédération Française des Éclaireuses (Französische Föderation der Pfadfinderinnen) beteiligt. Beide Organisationen waren wiederum Gründungsmitglieder der heutigen Fédération du Scoutisme Français 1941.
1970 schlossen sich die Éclaireurs Unionistes de France und die Fédération Française des Éclaireuses Unionistes zu den koedukativen Fédération des Éclaireuses et Éclaireurs Unionistes de France (FEEUF) zusammen. 1995 vereinfachten die Pfadfinderinnen und Pfadfinder ihren Namen zu Éclaireuses et Éclaireurs Unionistes de France.
Seit 2008 kooperiert die EEUdF auch mit anderen kleineren Pfadfinderorganisationen der Mitgliedskirchen und Gruppen des Evangelischen Kirchenbundes.

## Symbol
Das heutige Symbol spiegelt die Entwicklung des Verbandes. Das alte Emblem der Éclaireurs Unionistes de France wurde um ein Kleeblatt erweitert, das die Vereinigung mit dem weiblichen Verband 1970 zeigt, sowie die Lilie als Zeichen der männlichen Pfadfinder. Bis 1995 beinhaltete das Logo das Wort „Fédération“.